# 155 Scylla
155 Scylla eller 1930 UN är en asteroid upptäckt 8 november 1875 av den österrikiske astronomen Johann Palisa i Pula, Kroatien. Asteroiden har fått sitt namn efter Skylla inom grekisk mytologi.
Två veckor efter att Johann Palisa hade upptäckt asteroiden försvann den och kunde inte återfinnas på 95 år. 1970 kopplade Conrad Bardwell samman observationen från 1875 med andra observationer från 1930-, 40- och 50-talen och satte ihop en efemerid för Scylla efter detta. Med denna efemerid som grund kunde Paul Wild återupptäcka asteroiden mycket nära de positioner som Bardwell förutsagt.